# Teorema lui Ceva

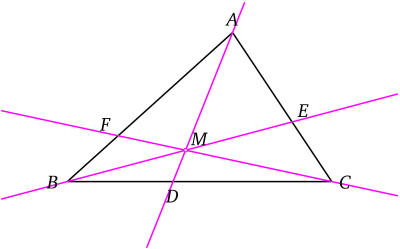
Dreptele (AD), (BE) și (CF) sunt concurente sau paralele dacă și numai dacă
.

Teorema lui Ceva este o propoziție din geometria triunghiului, cu aplicații în geometria proiectivă. A fost descoperită în Europa de matematicianul italian Giovanni Ceva, care a formulat-o și a demonstrat-o în 1678 în lucrarea De lineis rectis se invicem secantibus statica constructio.
Se pare că această teoremă era cunoscută, cu multe secole înainte (secolul al XI-lea), și de unii matematicieni arabi (Yusuf Al-Mu'taman ibn Hud).

## Enunț

### Geometrie euclidiană
Teorema lui Ceva - Fie triunghiul ABC și D, E, F trei puncte diferite de vârfurile triunghiului aflate respectiv pe laturile acestuia [BC], [CA], [AB]. Atunci dreptele AD, BE și CF sunt concurente dacă și numai dacă:

## Demonstrație

### Geometrie euclidiană
Fie dreptele AD, BE și CF concurente. 
Se aplică teorema lui Menelaus în triunghiul ABD și  punctele F, M, C, coliniare. Se obține:
{\displaystyle {\frac {BC}{DC}}.{\frac {MD}{AM}}.{\frac {FA}{FB}}=1}
Se aplică aceeași teoremă în triunghiul ADC și B, M, E, coliniare. Se obține:
{\displaystyle {\frac {AM}{MD}}.{\frac {DB}{BC}}.{\frac {EC}{AE}}=1}
Înmulțind aceste două egalități se obține (1).